# Manfred Belok
Manfred Belok (* 12. Januar 1952 in Schüttorf) ist ein deutscher römisch-katholischer Theologe.

## Leben
Manfred Belok studierte von 1973 bis 1979 römisch-katholische Theologie an der Westfälischen Wilhelms-Universität Münster und an der Albert-Ludwigs-Universität Freiburg im Breisgau. Von 1977 bis 1981 studierte er zudem Pädagogik an der Westfälischen Wilhelms-Universität Münster mit dem Schwerpunkt „Ausserschulische Jugend- und Erwachsenenbildung“. Von 1983 bis 1999 war er in der Fortbildung von Priestern, Diakonen, Gemeinde- und Pastoralreferenten im Bistum Limburg tätig.
Von 1999 bis 2004 war Belok Professor für Pastoraltheologie und Theologie der Verkündigung an der Katholischen Hochschule Nordrhein-Westfalen, Abteilung Paderborn. Von 2003 bis 2022 war er Professor für Pastoraltheologie und Homiletik an der Theologischen Hochschule Chur. Er ist einer der Unterzeichner des Memorandums „Kirche 2011: Ein notwendiger Aufbruch“.

## Schriften
- Humanistische Psychologie und Katechese. Möglichkeiten und Grenzen der Rezeption der Anthropologie Carl R. Rogers’ für eine diakonisch verstandene kirchliche Erwachsenenbildung, dargestellt an der ehevorbereitenden und -begleitenden Bildung. Münster 1985, (Münster, Universität, Dissertation, 1985).
- Du, Herr, wirst mich führen. Lahn-Verlag, Limburg 1987, ISBN 3-7840-7573-8.
- mit Hella Sodies: „Wir haben einfach gemacht!“ Aggiornamento in Greifensee. Eine nachkonziliare Pfarrei erfindet sich. Theologischer Verlag, Zürich 2022, ISBN 978-3-290-20205-7.

als Herausgeber
- Zwischen Vision und Planung. Auf dem Weg zu einer kooperativen und lebenswertorientierten Pastoral. Ansätze und Erfahrungen aus 11 Bistümern in Deutschland. Bonifatius, Paderborn 2002, ISBN 3-89710-195-5.
- mit Ulrich Kropač: Volk Gottes im Aufbruch. 40 Jahre II. Vatikanisches Konzil (= Forum pastoral. 2). Theologischer Verlag, Zürich 2005, ISBN 3-290-20024-8.
- mit Ulrich Kropač: Seelsorge in Lebenskrisen. Pastoralpsychologische, humanwissenschaftliche und theologische Impulse (= Forum pastoral. 3). Theologischer Verlag, Zürich 2007, ISBN 978-3-290-20032-9.
- mit Pius Bischofberger: Kirche als pastorales Unternehmen. Anstöße für die kirchliche Praxis (= Forum pastoral. 4). Theologischer Verlag, Zürich 2008, ISBN 978-3-290-20041-1.